# Емануил Васкидович
Емануил К. Васкидович е български възрожденски просветител, книжовник и общественик.

## Биография
Роден е през 1795 година под името Емануил (Манолакис) Васкидис (на гръцки: Εμμανουήλ, Μανωλάκης Βασκίδης) в град Мелник, който по това време има предимно гръцко население. Според съвременници, като Иван Селимински, и по-късни изследователи, като Боян Пенев, Васкидович има гръцки произход, докато други автори, като Михаил Арнаудов, оспорват това. Учи в известното за времето си гръцко училище в родния си град и в гръцката гимназия на остров Хиос. По-късно завършва Княжеската (Бейската) академия „Свети Сава“ в Букурещ.
През 1815 година в Свищов основава първото елино-българско училище в българските земи, днешното OУ“Филип Сакелариевич", а по-късно организира и първата училищна библиотека в България, на която оставя своите 800 тома литература. В училището през 1832 г. въвежда взаимоучителния метод за обучение и в него се изучават граматика, аритметика и география. Васкидович е главен учител в Свищов от 1815 до 1845 г., когато е уволнен под натиск на гръкоманската партия в града, и по-късно отново от 1854 до 1863 г. Между 1845 до 1854 г. учителства в Плевен, като основава там училище през 1850 година – днешната Гимназия с преподаване на чужди езици.
Васкидович подпомага Неофит Бозвели да състави и издаде „Славеноболгарское детеводство“ в 1835 година. Автор е на 15 учебника и книги и на една граматика на старогръцкия език. В ръкопис са останали негови учебници, преводи на Фенелон и др. Развива и богата обществена дейност.

## Памет
На Емануил Васкидович са наречени улици в квартал „Сухата река“ в София (Карта) и в квартал „Твърди ливади“ в Перник.

## Съчинения
- Славеноболгарское детоводство за малките деца... Част 1 – 6. Собрано от различни списатели и сочинено на шест части за шест ученичнии чини, первом преведено от елиногреческаго диалекта на славяновболгарскаго и издано от Неофита архимандрита Хилендарца, родом же котлянца и Емануила Васкидовича, елиногреческаго Свищовскскаго училища учител. В Крагуевце, у Княжеско-сербской типографии, 1835.
- Παιδαγωγικὴ γραμματικὴ πρακτικὴ τῆς παλαιᾶς Ἑλληνικῆς γλώσσης ἐρανισθεῖσα μεν ἐκ πολλῶν κατὰ τε τὸ εὐσύνοπτον καὶ εὔληπτον ὑπὸ Ἐμμανοήλου Βασκίδου, τοῦ ἐκ τῆς κατὰ τὴν Μακεδονίαν πόλεως Μελενίκου. Εἰς χρῆσιν τῶν ἐν Σιστοβίῳ αὐτοῦ μαθητῶν. Τὰ νῦν δε τύποις ἐκδοθεῖσα φιλοτίμῳ καταβολῇ τοῦ κ. Ἀθανασάκη Ξενοκράτη. Ἐπιστασίᾳ δε τοῦ μαθητοῦ αὺτοῦ Κωστάκη Θεοδώρου. Ἐν Στεφανουπόλει, Ἐν τῷ τυπογραφείῳ τοῦ Ἰωάννου Gött, 1837.
- Наръчна книжка сочинена от Емманоила Васкидобича за българските деца и девици. Белград. В Правителственната книгопечатница.1847
- "Еманоил Васкидо – Кнезу Александру Карађорђевићу (8 август 1845 г.)", публикувано в „Грађа за историју бугарског народа из архива Србије; књига I (1820 – 1856)“, Београд, 1987 година
- Детинско прибавление или Различни нравствени поучения и нравоучителни истории. Собрано от Емануила Васкидовича, учителя Плевенскаго училище. С изждивлением токмо от Плевен. Цариград: Типография Ц. вестника, 1852.
- Буквар за първоначалните ученици, съчинен от Емануила Васкидовича и Георгия М. Владикина, учители училища светаго Преображения. Напечатан же с иждивение Народнаго читалища в Свищов, Новий Сад: Книгопечатня др. Дан. Медаковича, 1857.
- "Кратка егкиклопедия за децата, составлена на седем части от Еманоила Васкидовича, учителя училища святаго Преображения. Напечатан же с изждивление на Врачанскаго Доротея за дар на врачанските, плевянските и орханските училища. Част първа. Съдържава краткий буквар, достопамятни поучения, нравоучителни истории, леточисление, разговор за през годината празници. Букурещ, книгопечатница на Йосиф Романов, 1857 година
- Чистописание за българските юноши. Съчинено от Еманоила Васкидовича и Георгия М. Владикина... Иждивение народнаго читалища в Свищов, 1858.